# EGP-6
El EGP-6 es un diseño de reactor nuclear pequeño ruso. Es una versión reducida del diseño del RBMK. Al igual que el RBMK, el EGP-6 utiliza agua para la refrigeración y grafito como moderador de neutrones. Es el reactor nuclear comercial más pequeño del mundo.
Sólo se construyeron cuatro reactores EGP-6 que formaron la Central Nuclear de Bilibino, puesta en marcha en 1974-1977. El diseño de la central fue desarrollado por la División Ural de Teploelektroproekt junto con Izhorskiye Zavody y FEI en Obninsk. Cada reactor EGP-6 de Bilibino produce 62 MW de potencia térmica y genera 12 MW de potencia eléctrica (11 MW de capacidad neta). A partir de 2020, la central está preparada para su desmantelamiento y espera ser sustituida por la central nuclear flotante Akademik Lomonosov, que empezó a funcionar regularmente en mayo de 2020. El primer reactor EGP-6 se cerró en diciembre de 2018, y los otros 3 reactores EGP-6 estaban programados para seguir en diciembre de 2021, sin embargo, en 2020 se tomó la decisión de renovar la licencia de uno de los tres reactores hasta diciembre de 2025.